# Spitzegel
Spitzegel – szczyt w Alpach Gailtalskich, w Alpach Wschodnich. Leży w Austrii, w Karyntii. Szczyt leży na północny wschód od Hermagor-Pressegger See. Ze szczytu dobrze widać jeziora Pressegger See i Weißensee, oraz Alpy Julijskie i Dolomity.